# 朴亨埈
朴亨埈（韓語：박형준，1960年1月19日—），大韓民國保守派政治人物，現任釜山廣域市長，曾任第17屆韓國國會議員。

## 簡歷

### 早期生涯
朴亨埈在大學時期為活躍於社會運動的「運動圈人士」。1980年，他在大學三年級時參與了光州民主化運動發生前的首爾站示威，結果眼睛被催淚彈擊中，自此右眼幾乎失明。因此。他因不等視而獲得免服兵役資格，其後於1982年於高麗大學取得社會學士學位畢業。之後，他進入《中央日報》工作，經歷了1年6個月左右的記者生活。結束記者生涯後，他再次回到母校高麗大學就讀，1985年獲社會學碩士學位，1992年以社會學博士畢業。1991年，他獲東亞大學任用為社會學教授。
在1987年韓國民主化以後，在野和運動圈的一部分人想通過合法政黨紮根於政壇，結果他在1990年參與民眾黨的創黨，開始投入政界活動。之後，他與活躍在大國家黨內的「親李明博派」人士組成人際關係。但是，民眾黨在1992年的國會選舉中，一個當選者都沒能當選，因此最後只能解散。1993年，金泳三當選為韓國總統，他透過引薦勞工運動和在野運動人士，旨在改革保守的執政黨民主自由黨。因此，朴亨埈與一眾前民眾黨黨員於1994年加入民自黨，任金泳三的諮詢政策企劃委員。

### 大國家黨時期
在民主自由黨及後來的新韓國黨時期，朴亨埈以教授身份在外圍活動，對保守政黨提出了逆耳忠言。在1997年總統大選失敗後，大國家黨為擺脫危機進行改革。1999年，大國家黨成立了「新千禧年委員會」，首次參加討論會的朴亨埈當面批評總裁李會昌，指出其領導能力和藍圖除了反「三金」（金鐘泌、金大中、金泳三）之外乏善可陳，無法得到國民的認同。 2002年，在總統大選再度失敗後，他批評大國家黨應擺脫期待盧武鉉政權失敗後重回執政的幻想，理應作為負責任的在野黨，拿出發展藍圖吸引支持。
2004年，他獲大國家黨推薦，在釜山水營區當選為國會議員。2008年，他尋求連任國會議員，但被「無黨派親朴」候選人、前議員柳在仲擊敗。之後，他在同年6月獲李明博延攬至青瓦台擔任智囊，曾擔任青瓦臺宣傳企劃官、政務首席祕書官、總統社會特別輔佐官等職，是代表性的李明博派系人士。

### 近期政治活動
在李明博結束總統任期後，朴亨埈因與朴槿惠不和，在其擔任總統期間被投閒置散。2012年，他在第19屆國會議員選舉中再次在水營區參選。大國家黨在當時於親朴派主導下改名為新世界黨，而親李派的朴亨埈在公薦中落選，退黨後以無黨派身份參選，但再次被柳在仲擊敗。2014年至2016年間，他曾擔任國會事務總長一職。
2017年開始，他以溫和保守派政治評論家的身份活動，曾在《舌戰》、《強敵們》等時事節目中展現冷靜、合理的保守派意見，以及尖銳地指出文在寅政府的施政失誤，能代表保守階層發聲。2020年4月，他擔任未來統合黨革新統合推進委員長，推進中立及保守派系統合，並擔任共同選舉對策委員長，重新返回政壇。
2021年，他獲國民力量提名為2021年釜山市長補選的候選人，以過往積累的高大眾認知度和中立實用哲學，令對手的負面攻擊失效。2021年4月，他以62.7%的得票率當選為第38屆釜山市長，以近30%的極高得票率差距拋離共同民主黨的對手。

## 學歷
- 首爾崇德初等學校（朝鲜语：서울숭덕초등학교）畢業
- 東國大學師範大學附屬中學（朝鲜语：동국대학교 사범대학 부속중학교）畢業
- 大一高等學校（朝鲜语：대일고등학교）畢業
- 高麗大學社會學士
- 高麗大學社會學及社會科學碩士
- 高麗大學社會學及社會科學博士